# Olasz vasúttársaságok listája

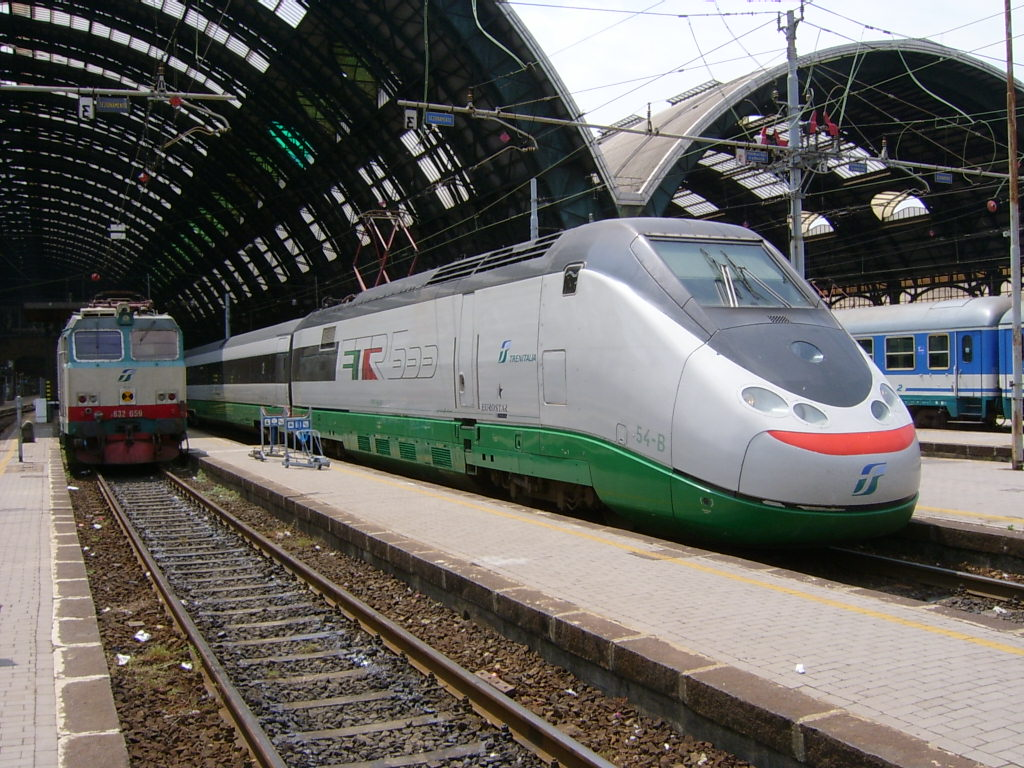
ETR 500 sorozat, az olasz nagysebességű vonat Milánó főpályaudvarán

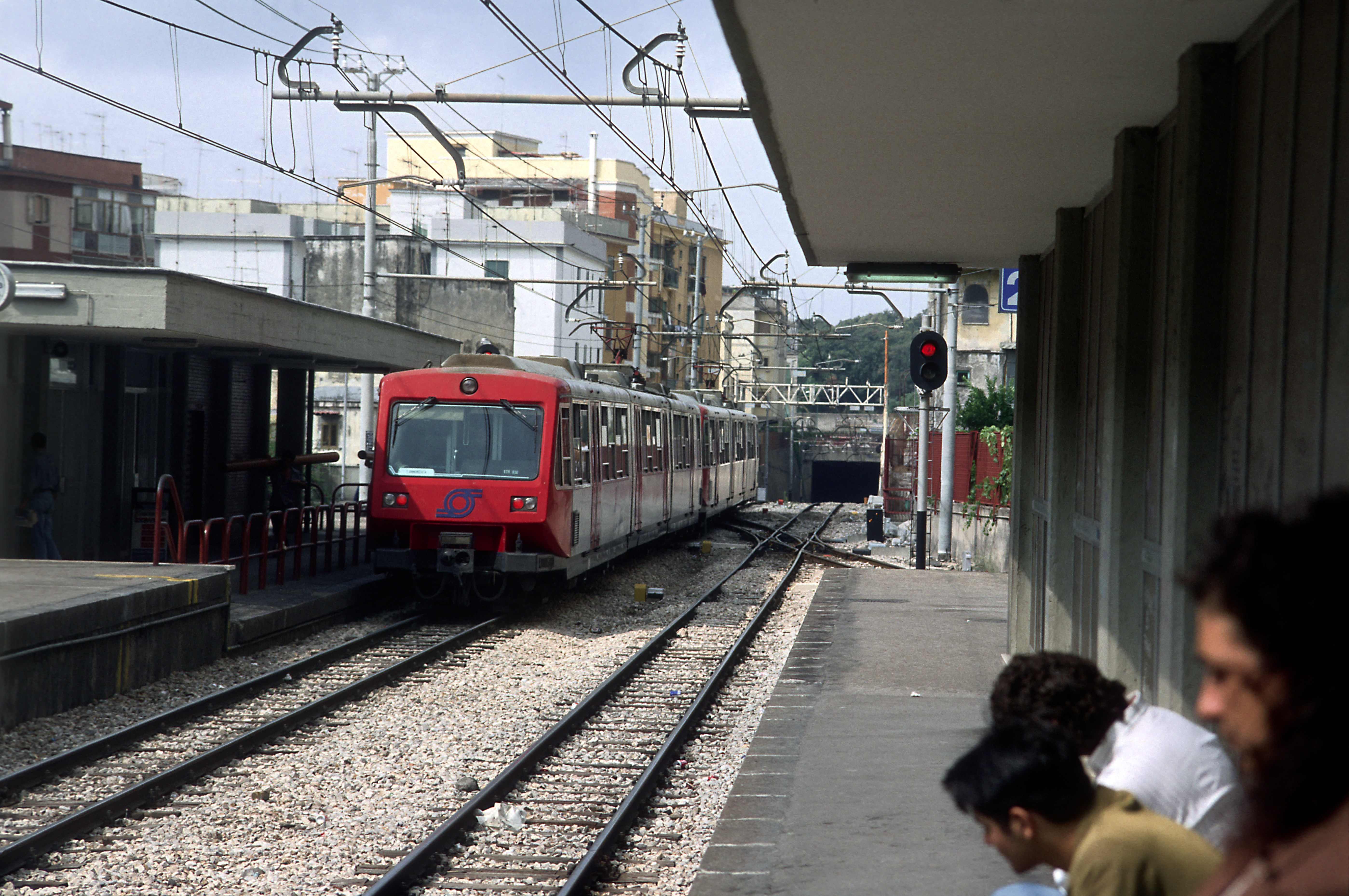
A Circumvesuviana egyik szerelvénye

Ez a lista az olaszországi vasúttársaságok nevét tartalmazza.

## Vasúttársaságok
- FS - Trenitalia (Ferrovie dello Stato)
- ACT - Azienda Consorziale Trasporti (Reggio Emilia)
- ATC - Azienda Trasporti Consorziali (Bologna)
- ATCM - Azienda Trasporti Collettivi e Mobilità (Modena)
- CV - Circumvesuviana (korábbi SFSM)
- DFG - Del Fungo-Giera Servizi Ferroviari SpA
- FAL - Ferrovie Appulo-Lucane
- FAS - Ferrovia Adriatico-Sangritana
- FBV - Suburbana Ferrovie Emilia-Romagna Scrl
- FC - Ferrovie della Calabria
- FCE - Ferrovia Circumetnea
- FCU - Ferrovia Centrale Umbra
- FdS - Ferrovie della Sardegna
- FER - Ferrovie Emilia Romagna
- FG - Ferrovie del Gargano
- FGC - Ferrovia Genova-Casella
- FNM - Ferrovie Nord-Milano
- FSE - Ferrovie del Sud-Est
- Ft - Ferrotramviaria
- FUC - Ferrovie Udine-Cividale
- Linea - Linea Smart Business Ways S.r.l.
- GTT - Gruppo Torinese Trasporti (korábbi SATTI)
- MCNE - MetroCampania Nord Est Srl (korábbi FABN, FA/FBN)
- Met.Ro - Metropolitana di Roma s.p.a. (korábbi COTRAL)
- RLI - Railion Italia (korábbi SFM)
- RTC - Rail Traction Company
- SAD - Societá Automobilistica Dolomiti
- SEPSA - Societá per l'Esercizio di Pubblici Servizi SpA
- SSIF - Societá Subalpina di Imprese Ferroviarie
- ST - Sistemi Territoriali S.p.a. (korábbi FV and FAM)
- TFT - Trasporto Ferroviario Toscano SpA (korábbi LFI)
- TT - Trentino Trasporti Spa (korábbi FTM)